# Marcus Conrad

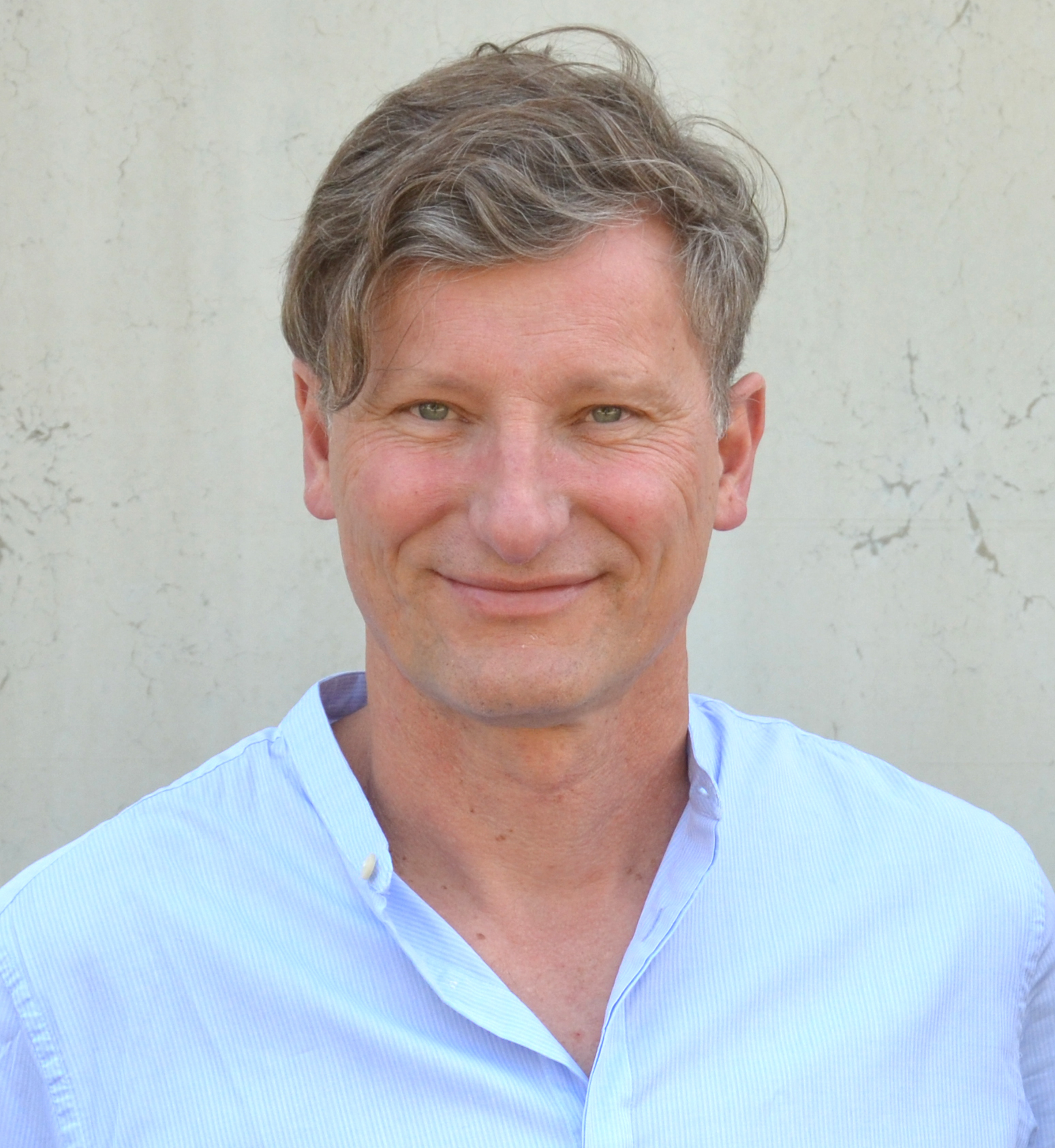
Marcus Conrad (2022)

Marcus Conrad (* 13. Juli 1970 in Pfullendorf) ist ein deutscher Biologe und Direktor des Instituts für Metabolismus und Zelltod am Helmholtz Zentrum München – Deutsches Forschungszentrum für Gesundheit und Umwelt mit Sitz in Neuherberg nahe München sowie Professor an der Technischen Universität München.
Gemeinsam mit Brent Stockwell gilt er als Entdecker der Ferroptose, einer eisenabhängigen Form nicht-apoptotischen Zelltods.

## Leben und Werk
Conrad studierte zwischen 1992 und 1997 Biologie an der Universität Konstanz. Dieses Studium schloss er als Diplom-Biologe mit seiner Abschlussarbeit über die „Thymidylat-Synthase als Modellenzym für molekulare Adaptation an hochosmolare Umwelt“ ab. Anschließend wechselte er als Promotionsstudent an die Ludwig-Maximilians-Universität zu München in das Institute of Clinical Molecular Biology and Tumor Genetics am Helmholtz Zentrum München Seine Promotion, unter Betreuung von Georg Bornkamm, befasste sich mit der Charakterisierung einer Peroxidase, welche sich als essentiell für die Spermienreifung herausstellte. Weitere Untersuchungen ergaben, dass es sich bei dieser Peroxidase um das Enzym Glutathionperoxidase 4 (GPX4) handelte, welches heutzutage als das Schlüsselenzym in der Ferroptose gilt. Seine Promotion schloss er 2001 mit der Note Summa cum laude ab und nahm danach bis 2004 eine Stelle als Postdoktorand im selbigen Labor an. Zwischen 2005 und 2009 erfolgten mehrere Auslandsaufenthalte, sowohl an der japanischen Yamagata-Universität in Tsuruoka als auch in Schweden am Karolinska-Institut in Stockholm. Ab 2009 wechselte Conrad kurzzeitig in die pharmazeutische Industrie, um bei der ehemaligen Bayer Schering Pharma AG als Gruppenleiter im Bereich Global Drug Discovery zu forschen. 2010 wechselte er zurück nach München und wurde Leiter der dortigen Transgenic Core Unit am Deutschen Zentrum für Neurodegenerative Erkrankungen (DZNE), wo er bis 2012 wirkte.
2012 nahm er eine Position als Gruppenleiter am Helmholtz Zentrum München im Institut für Entwicklungsgenetik (IDG) an, ehe er 2020 als Direktor des neugegründeten Instituts für Metabolismus und Zelltod berufen wurde. In dieser Zeit gelang es ihm, zeitgleich zu einer Forschungsgruppe um Brent Stockwell an der Columbia University in New York, die wesentlichen Entdeckungen zur Ferroptose zu publizieren. Das charakteristische Merkmal von Ferroptose ist die eisenabhängige Anhäufung oxidativ-geschädigter Phospholipide (d. h. Lipidperoxide). Die Bedeutung der Fenton-Chemie über Eisen ist entscheidend für die Entstehung reaktiver Sauerstoffspezies, und dieses Merkmal kann durch die Bindung von Eisen in Lysosomen ausgenutzt werden. Die Oxidation von Phospholipiden kann auftreten, wenn freie Radikale Elektronen von einem Lipidmolekül abstrahieren (typischerweise betroffen sind mehrfach ungesättigte Fettsäuren), was ihre Oxidation fördert. Der primäre zelluläre Schutzmechanismus gegen Ferroptose wird durch Glutathionperoxidase 4 (GPX4) vermittelt, eine glutathionabhängige Hydroperoxidase, welche Lipidperoxide in ungiftige Lipidalkohole umwandelt. 2008 konnte er zeigen, dass der Verlust von GPX4 in Mäusen zu einem „noch-nicht-identfizierten Zelltod“ führt. 2014 konnte er zeigen, dass dieser Zelltod zu einem akuten Nierenversagen führt, welches partiell durch die von ihm selbst entwickelte Substanzklasse der Liproxstatine (sog. radical trapping agents) inhibiert werden kann. 2017 konnte er erstmalig zeigen, dass das Enzym ACSL4 Ferroptose begünstigt. 2018 entschlüsselte er die postnatale Bedeutung von Selenocystein als Teil der katalytischen Tetrade der GPX4, zumal sich Selen als unabdingbar für die korrekte Funktionsweise GABAerger Interneurone herausstellte. 2019 entdeckte er den ersten anti-ferroptotischen Mechanismus jenseits der GPX4, welcher über das Enzym Ferroptosis Suppressor Protein 1 (FSP1, ehemals AIFM2) vermittelt wird. Diese Arbeit wurde in der renommierten wissenschaftlichen Zeitschrift Nature publiziert. Die Ergebnisse deuten darauf hin, dass FSP1 nicht-mitochondriales Coenzym Q10 enzymatisch reduziert und so ein potentes lipophiles Antioxidans erzeugt, das die Ausbreitung von Lipidperoxiden unterdrückt. Ein ähnlicher Mechanismus für einen Cofaktor, der als diffusibles Antioxidans fungiert, wurde im selben Jahr für Tetrahydrobiopterin (BH4), ein Produkt des rate-limiting Enzyms GCH1, entdeckt.

## Auszeichnungen und Mitgliedschaften
- 2012: m4 Award (BioM – Munich) „Pre-Seed Competition for Personalized Medicine“[10]
- 2017: m4 Award (BioM – Munich) „Pre-Seed Competition for Personalized Medicine“[10]
- seit 2022: Advisory Board Member Molecular Cell[11] und Cell Chemical Biology
- 2022–2027: Berufung als Mitglied des Hinterzartener Kreises der DFG[12]
- 2024 ECDO Excellence Award der European Cell Death Organization[13]
- 2024 Galenus-von-Pergamon-Preis für Grundlagenforschung zur Ferroptose[14]
- 2025 Paul-Martini-Preis[15]

## Publikationen (Auswahl)
- Doll S*, Freitas FP*, Shah R, Aldrovandi M, da Silva MC, Ingold I, Grocin AG, Xavier da Silva TN, Panzilius E, Scheel CH, Mourão A, Buday K, Sato M, Wanninger J, Vignane T, Mohana V, Rehberg M, Flatley A, Schepers A, Kurz A, White D, Sauer M, Sattler M, Tate EW, Schmitz W, Schulze A, O’Donnell V, Proneth B, Popowicz GM, Pratt DA, Angeli JPF*, Conrad M* (2019) FSP1 is a Glutathione-Independent Ferroptosis Suppressor. NATURE (*equal contribution)[16]
- Friedmann Angeli JP, Krysko DV, Conrad M (2019) Ferroptosis at the crossroads of cancer-acquired drug resistance and immune evasion. NATURE REVIEWS CANCER[17]
- Conrad M, Pratt DA (2019) The chemical basis of ferroptosis. NATURE CHEMICAL BIOLOGY[18]
- Jiang X, Stockwell BR, Conrad M (2021) Ferroptosis: mechanisms, biology and role in disease. NATURE REVIEWS MOLECULAR CELL BIOLOGY[19]
- Mishima E*, Ito J, Wu Z, Nakamura T, Wahida A, Doll S, Tonnus W, Nepachalovich P, Eggenhofer E, Aldrovandi M, Henkelmann B, Yamada KI, Wanninger J, Zilka O, Sato E, Feederle R, Hass D, Maida A, Mourão ASD, Linkermann A, Geissler EK, Nakagawa K, Abe T, Fedorova M, Proneth B, Pratt DA, Conrad M* (2022) A non-canonical vitamin K cycle is a potent ferroptosis suppressor. NATURE (* equal contribution)[20]
- Galy B*, Conrad M*, Muckenthaler M* (2023) Mechanisms controlling cellular and systemic iron homeostasis. NATURE REVIEWS MOLECULAR CELL BIOLOGY (*equal contribution)[21]
- Nakamura T, Hipp C, Santos Dias Mourão A, Borggräfe J, Aldrovandi M, Henkelmann B, Wanninger J, Mishima E, Lytton E, Emler D, Proneth B, Sattler M, Conrad M (2023) Phase separation of FSP1 promotes ferroptosis. NATURE[22]
- Mishima E*, Nakamura T*, Zheng J*, Zhang W, Mourão ASD, Sennhenn P, Conrad M (2023) DHODH inhibitors sensitize to ferroptosis by FSP1 inhibition. NATURE (*equal contribution)[23]
- Nakamura T, Mishima E, Yamada N, Mourão ASD, Trümbach D, Doll S, Wanninger J, Lytton E, Sennhenn P, Nishida Xavier da Silva T, Friedmann Angeli JP, Sattler M, Proneth B*, Conrad M* (2023) Integrated chemical and genetic screens unveil FSP1 mechanisms of ferroptosis regulation. NATURE STRUCTURAL MOLECULAR BIOLOGY (*equal contribution)[24]
- Porto Freitas F*, Alborzinia H*, Ferreira Dos Santos A*, Nepachalovich P, Pedrera L, Zilka O, Inague A, Klein C, Aroua N, Kaushal K, Kast B, Lorenz SM, Viktoria Kunz V, Nehring H, N Xavier da Silva T, Chen Z, Atici S, Doll S, Schaefer E, Ekpo I, Schmitz W, Horling A, Imming P, Sayuri Miyamoto S, Wehman AM, Genaro-Mattos T, Mirnics K, Lokender Kumar L, Klein-Seetharaman J, Svenja Meierjohann S, Weigand I, Kroiss M, Bornkamm GW, Gomes F, Netto LES, Sathian MB, Konrad DB, Covey DF, Michalke B, Bommert K, C Bargou R, Garcia-Saez A, Pratt DA, Maria Fedorova M, Trumpp A, Conrad M, Friedmann Angeli JP (2024) 7-Dehydrocholesterol is an endogenous suppressor of ferroptosis. NATURE (*equal contribution)[25]